# Ferula karataviensis
Ferula karataviensis là một loài thực vật có hoa trong họ Hoa tán. Loài này được (Regel & Schmalh.) Korovin ex Pavlov mô tả khoa học đầu tiên năm 1933.